# Distorzija (film)
Distorzija je slovenski mladinski dramski film iz leta 2009 v režiji Mihe Hočevarja po scenariju Hočevarja in Matevža Luzarja, posnet po istoimenskem romanu Dušana Dima. V središču je 15-letni gimnazijec Piksi, ki se druži s prijatelji, igra na kitaro in spoznava medčloveške in medgeneracijske odnose.

## Igralci
- Žan Perko kot Piksi
- Jure Dolamič kot Pejo
- Jan Vrhovnik kot Sani
- Domen Verovšek kot Edi
- Matic Horvat kot Toni Moroni
- Anita Barišić kot Alma
- Katja Škofic kot Suza
- Lan Štrucl kot Badi
- Robert Prebil kot oče Ivan
- Nataša Tič Ralijan kot mama Meta
- Barbara Levstik kot učiteljica biologije
- Alojz Svete kot učitelj glasbe
- Primož Pirnat kot frizer
- Aljoša Koltak kot Albin
- Gorazd Žilavec kot Piksijev stric
- Dušan Dim kot učitelj matematike
- Toni Cahunek kot prodajalec